# Tayara Maria de Jesus Pesenti
Tayara Maria de Jesus Pesenti, conosciuta semplicemente come Tayara (Caieiras, 26 giugno 1982), è un'ex cestista brasiliana.

## Carriera
Con il Brasile ha disputato i Camnpionati americani del 2005.